# Vinça
Vinça é uma comuna francesa na região administrativa da Occitânia, no departamento dos Pirenéus Orientais. Estende-se por uma área de 7.74 km², com 2.111 habitantes, segundo o censo de 2018, com uma densidade de 270 hab/km².